# Amit tudni akarsz a mormonokról
Az Amit tudni akarsz a mormonokról (All About Mormons) a South Park című rajzfilmsorozat 108. része (a 7. évad 12. epizódja). Elsőként 2003. november 19-én sugározták az Amerikai Egyesült Államokban.

## Cselekmény
|  | Alább a cselekmény részletei következnek! |

Egy új tanuló, Gary érkezik South Parkba, ahol a többi gyerek hamar megutálja, mert Gary mindenben szokatlanul tökéletes (például velük ellentétben jó tanuló és udvarias). Stan Marshra hárul a feladat, hogy az iskolaudvaron megverje az idegesítő új fiút, de Gary annyira kedvesen viselkedik vele, hogy Stan azon kapja magát, estére vendégségbe hivatalos Gary családjához. Vacsora után a család közös programokat tart, együtt játszanak, majd Gary apja felolvas A Mormon könyvéből. Stan még soha sem hallott erről a vallásról, ezért megkérdezi róla az apját, Randyt, aki – mivel azt hiszi, hittérítők próbálják összezavarni a fiát – dühösen átrohan a szomszédba, hogy helyretegye őket. Azonban őt is annyira megérinti az új lakók kedvessége, hogy úgy dönt, attól a naptól fogva családjával együtt mormon vallású lesz. Stan és Gary összebarátkozik, ezzel kiprovokálva a többiek, elsősorban Eric Cartman gúnyolódásait.
Az epizód során egy melléktörténet látható a vallás alapítójáról, Joseph Smithről, melyben kifigurázzák a vallás megalapításának körülményeit és utalnak arra, hogy Smith egy kitalált mesével mindenkit megtévesztett. Mivel nincsenek bizonyítékok arra, hogy Joseph Smith igazat mondott-e, Stan egyre jobban összezavarodik és kételkedni kezd új vallásában. Végül egy összejövetelen dühödten vitatkozni kezd Gary családjával és kérdőre vonja őket, amiért egy alaptalan és konkrét tények nélküli történetben hisznek. Stan azért is rájuk támad, mert folyton kedvesen viselkednek, emiatt teljesen félrevezetik az olyan ostoba embereket, mint az apja. A vita végén a Marsh család hazamegy és újra katolikus vallású lesz.
Stan kirohanása csupán Garyt dühítette fel, aki másnap ezt a szemére is veti és elmondja neki, hogy lehet, a vallása pusztán kitaláció, de ennek ellenére hisz benne, mert boldogan él, szép családban és ezért hálát kell adnia valakinek. Ezután elítéli Stant azért, amiért az intoleránsan és tudatlanul viselkedett: 
”Csak a barátod akartam lenni, Stan, de te a barátságom tükrében is a vallásomat nézted. Van még mit tanulnod, öreg… és bekaphatod!”
Gary ezután elsétál, Cartmannek pedig imponálni kezd az imént elhangzott beszéd és hirtelen tisztelni kezdi Garyt.

## Bakik
- Stan azt állítja, sose hallott Joseph Smithről, azonban korábban, a Csúcsszuper barátok – Istenségek című részben már találkozott vele.